# Hashem Shakeri
Hashem Shakeri est un photographe, artiste visuel et cinéaste documentaire indépendant iranien né en 1988 à Téhéran. Il a été récompensé par le Prix Lucas-Dolega en 2016.

## Biographie
Hashem Shakeri est né en 1988 à Téhéran. Il a étudié l’architecture à la TAFE NSW (en) (New South Wales Technical and Higher Education Commission of Australia) et a participé au programme de la Photography Foundation de cette université.
Il a commencé à pratiquer la photographie en 2005 et commence sa carrière comme photographe documentaire en 2010. Il travaille comme photographe indépendant sur des projets personnes en Iran, Turquie, Corée du Sud, Malaisie, France, Danemark et Allemagne. En 2018 il obtient une bourse de la Danish School of Media and Journalism.
Ses photographies sont publiées dans la presse internationale telles que le Neue Zürcher Zeitung, Le Monde, The Sunday Times, The British Journal of Photography, The New York Times, Paris Match, Aperture, Reporters sans frontières, National Geographic, Wired, The New Yorker.
Hashem Shakeri vit et travaille en Allemagne.

## Prix et récompenses
- 2015 : Bourse Ian Parry[5]
- 2016 : Prix Lucas Dolega[9]
- 2017 : POYi World Understanding[5]
- 2018 : Prix UNICEFde la photo de l'année[1]
- 2019 : Bourse Getty Images Reportage pour sa série An Elegy for the Death of Hamun[5]
- 2020 : Grand prix du Tokyo Photo Contest[10]
- 2020 : Sélectionné pour le Leica Oskar Barnack Award[11],[12]
- 2020 : 2e Prix du Sony World Photography Awards (SWPA) dans la section « Découverte »[13],[14]